# Heixiazi Dao

Heixiazi Dao: Rot: der ehemals umstrittene Teil, Grün: Russland, Gelb: China. Die Strich-Punkt-Linie kennzeichnet den Grenzverlauf seit dem 14. Oktober 2008.

Heixiazi Dao (chinesisch 黑瞎子島 / 黑瞎子岛, Pinyin Hēixiāzǐ Dǎo – „Kragenbär-Insel“, auch 撫遠三角洲 / 抚远三角洲,  Fǔyuǎn Sānjiǎo Zhōu – „Fuyuaner Flussdelta“, russisch Большой Уссурийский Bolschoi Ussurijski, deutsch ‚Große Ussuri-Insel‘, manjurisch: Morin Uju, dt. „Pferdekopf“) ist eine dreiteilige Insel im Kreis Fuyuan der bezirksfreien Stadt Jiamusi in der nordostchinesischen Provinz Heilongjiang und zu einem Teil in der russischen Region Chabarowsk.

## Geschichte
Heixiazi Dao war traditionell und unbestritten chinesisches Territorium, bis die Sowjetunion im Zuge des sowjetisch-chinesischen Grenzkriegs 1929 die Insel okkupierte. Im „Ergänzungsabkommen über den östlichen Teil der Chinesisch-Russischen Grenze zwischen der Volksrepublik China und der Russischen Föderation“ vom 14. Oktober 2004 verpflichtete sich Russland dazu, die westliche Hälfte von Heixiazi Dao an China zurückzugeben.
China erklärte sich im Gegenzug dazu bereit, die Forderung nach Rückgabe des östlichen Inselteils nicht mehr zu erheben und die entstehende Grenze als völkerrechtlich verbindlich anzuerkennen. Nach umfassenden Vermessungs- und Demarkationsarbeiten einer gemischten chinesisch-russischen Kommission wurde die Rückgabe am 14. Oktober 2008 vollzogen. Im chinesischen Teil der Insel wurden inzwischen zwei Naturschutzgebiete angelegt und die Infrastruktur für eine intensive touristische Nutzung geschaffen.

Ende August 2023 veröffentlichte China neue Landkarten, auf denen fremde Gebiete als chinesisch deklariert wurden, unter anderem die russische Hälfte von Heixiazi Dao. Im Gegensatz zu den Regierungen Indiens und Malaysias protestierte die Russische Regierung nicht gegen die Landkarten und die damit verbundenen Gebietsansprüche.

## Geographie
Heixiazi Dao liegt langgestreckt im Mittellauf des Amurs (Heilong Jiang) direkt vor der Mündung des Ussuri, der von Süden kommend etwa mittig auf die Insel trifft und von ihr in östliche Richtung abgelenkt wird. Von Westen kommend trifft hier nur ein schmaler Seitenarm des Amurs, der Tongjiangzi (通江子), auf den Ussuri, der zunächst knapp 30 km ostwärts an der Insel vorbeifließt, um sich dann direkt vor dem Stadtzentrum von Chabarowsk wieder nordwärts zu wenden, wobei er sich unmittelbar mit dem Hauptstrom des Amurs, der ihn von Westen trifft, vereinigt.
Die drei Teile der Insel, die nur durch schmale, strömungsarme Flussverzweigungen voneinander getrennt sind, heißen Yinlong Dao (银龙岛,  Yinlong Dǎo – „Silberdrachen-Insel“, russisch: Тарабаров, (Tarabárow)), Heixiazi Dao und Mingyue Dao (明月岛,  Mingyue Dǎo – „Heller-Mond-Insel“). Sie werden von über 90 kleinen und kleinsten Flussinselchen umgeben, deren wichtigsten Xiaohe Dao (小河岛 – „Kleiner-Fluss-Insel“), Feng Dao (枫岛 – „Ahorn-Insel“), Juhua Dao (菊花岛 – „Chrysanthemen-Insel“), Dongjia Dao (东家岛 – „Arbeitgeber-Insel, Östlicher-Heimat-Insel“), Qi Dao (旗岛 – „Banner-Insel, Flaggen-Insel“), und Jiuliang Dao (久良岛 – „Dauerhaft-Guter-Insel“) sind. Die gesamte Landfläche der dreiteiligen Hauptinsel und der kleinen Nebeninseln beträgt in der Trockenzeit rund 350 km², bei Hochwasser nur etwa 327 km². Von West nach Ost erstreckt sich Heixiazi Dao über 58,85 km, die größte Nord-Süd-Ausdehnung in der Inselmitte liegt bei gut 14 km. Die höchsten Erhebungen der Insel überschreiten nicht 40 Meter.
Die neue internationale Grenze verläuft nord-südlich auf der mittleren Teilinsel, so dass die westliche Yinlong Dao komplett an China zurückgegeben wurde, während die östliche Mingyue Dao komplett in Russland verblieb. Die namengebende mittlere Teilinsel wird in einen etwas größeren russischen Teil im Osten und einen etwas kleineren chinesischen im Westen geteilt. Damit entstand eine von nur zwei Stellen, an der die chinesisch-russische Landgrenze über eine Insel verläuft. Die Landfläche des an China zurückgegebenen Teils der Heixiazi Dao beträgt bei mittlerem Wasserstand etwa 172 km².